# Virgilijus Valeika
Virgilijus Valeika (* 25. August 1958 in Jonava) ist ein litauischer Chemiker und Professor der Technischen Universität in Kaunas.

## Leben
Nach dem Abitur 1975 an der Mittelschule Šėta in der Rajongemeinde Kėdainiai absolvierte Valeika 1980 das Diplomstudium des Chemieingenieurwesens als Chemieingenieur am Polytechnischen Institut Kaunas (KPI). Von 1980 bis 1984 arbeitete er als Assistent und von 1984 bis 1997 Oberassistent am KPI. Am 26. September 1997 promovierte Valeika über gegerbtes Leder zum Thema Bekalkio šikšnų išdirbimo technologijos sukūrimas ir jos ypatumų ištyrimas an der Kauno technologijos universitetas. Von 1997 bis 1998 arbeitete er als Dozent der KTU. Valeika lehrt Chemie als Professor am Lehrstuhl für physikalische und anorganische Chemie der Fakultät für Chemietechnologie der Technischen Universität Kaunas. Zu seinem Forschungsgebiet gehören neue Technologien des Gerbens.

## Familie
Sein Vater war Anicetas Petras Valeika. Seine Mutter ist Vanda Urbonaitė.
1982 wurde Virgilijus Valeika verheiratet mit Violeta Čyžaitė-Valeikienė (* 1951) und hat zwei Töchter (Vanda und Vita).